# Pierre Boué
Pour les articles homonymes, voir Boué (homonymie).
Pierre Boué (né le 8 mars 1677 à Bordeaux et mort le 25 décembre 1745 à Hambourg) est un commerçant et armateur français, fondateur d'un chantier naval en Allemagne. 

## Biographie
Issu d'une famille de huguenots, Pierre Boué est le fils de Jean Boué, négociant aux Chartrons à Bordeaux, et de Suzanne Merveillaud. Envoyé dans sa jeunesse à Amsterdam par ses parents, afin qu'il échappe à un enfermement dans un couvent et une conversion forcée au catholicisme, il y est formé au négoce ainsi qu'à Copenhague, puis se rend à Hambourg vers 1700, où sa sœur Anne-Marie et son oncle Pierre Boué l'Ancien séjournent déjà. Après la révocation de l'édit de Nantes, une cinquantaine de protestants fuient l'Aquitaine pour dans les villes hanséatiques de Hambourg, Brême et Lübeck au début du XVIIIe siècle.
À Hambourg, Boué réussi dans le commerce maritime et comme armateur et financier. Au milieu du XVIIIe siècle, son entreprise a atteint une position de leader dans l'importation de sucre brut des Caraïbes françaises. En outre, des produits coloniaux tels que le café, le coton et l'indigo ainsi que le vin et le brandy étaient importés de France. Un client pour le vin importé était la cour ducale de Plön. Des tissus principalement en lin ont été utilisés. Par ailleurs, la société "Pierre Boué et fils" exerce des activités dans les domaines de la finance et des assurances. Une compagnie d'assurance prévue en 1720, avec Boué, son beau-frère Alexandre Bruguier, Bernard Texier, Rudolf Amsinck et Georg Jencquel au conseil d'administration, n'est pas approuvée par le Sénat de Hambourg.
Boué fonde en 1719 un chantier naval dans l'arrondissement d'Altona à Hambourg avec son frère Jacques Boué († 1738). Après que le Sénat de Hambourg eut rendu disponible un terrain à Oberhafen (de) en 1723, le chantier naval y est transféré. Il est connu sous le nom de Französische Schiffbauerei (« construction navale française ») et est considéré comme le chantier naval le plus important du XVIIIe siècle à Hambourg. De 1719 à 1732, au moins 23 navires y sont construits pour la Compagnie française des Indes orientales, active en Asie et dans l'Atlantique. Les chantiers navals espagnols approvisionnent également en matériaux pour la construction navale. À cette fin, Boué dirige sa propre entreprise de bois et un abattage de reep.
Pierre Boué épouse Marie Jacoba Bardewisch. Il est membre actif dans la congrégation réformée française d'Altona. Boué vit dans une maison à Neuen Wandrahm 96 depuis 1734. Il possède également une maison de campagne à Palmaille (en) à Ottensen. La société de Hambourg fut reprise et poursuivie par son fils Pierre (1707–1793). La fille Anne-Marie est mariée à Guillaume Nairac (1708-1793), armateur à Bordeaux et banquier à Amsterdam. Sa fille Marie Jacobée (1712-1730) était mariée à Jean Pierre Chaunel (1703-1789). Le fils Jean Alexandre Boué (1709–1781), marié à Marie Elisabeth Cottin, devient associé de la société "Pierre Boué et les fils". Il est le grand-père d'Ami Boué.